# Nulato
Nulato je město na Aljašce, ležící na řece Yukon. Původně šlo o místo sloužící k výměně zboží mezi indánskými kmeny Koyukon a Iñupiat. V roce 1838 zde byla založena ruská obchodní stanice. V roce 1963 se Nulato stalo městem. Roku 2010 zde žilo 264 obyvatel. Prochází tudy jedna z tras závodu Iditarod. Nachází se zde letiště Nulato Airport.